# George Stephănescu
George Stephănescu (Bucarest, 13 dicembre 1843 – Bucarest, 25 aprile 1925) è stato un compositore, direttore d'orchestra e docente rumeno, una delle figure principali nell'opera nazionale rumena, fondatore dell'Opera Nazionale di Bucarest.

## Biografia
Stephănescu è nacque Bucarest. Si laureò all'Accademia di Musica di Bucarest. Nel 1877 fu nominato direttore d'orchestra del Teatro Nazionale e insegnante di canto all'Accademia.
Mentre insegnava ai cantanti lirici all'Academia, mirava a sviluppare gradualmente il repertorio musicale del Teatro Nazionale dai vaudeville alle commedie musicali e infine all'opera. Nel 1885 fondò la prima compagnia operistica nel Regno di Romania. Si sciolse nel 1902 quando il governo tagliò il suo sostegno finanziario.
Stephănescu divenne noto per aver usato opere di molti poeti come libretti o testi per le sue composizioni, tra cui i locali Vasile Alecsandri, Mihai Eminescu, Traian Demetrescu (1866–1896), Alexandru Vlahuță e gli stranieri Victor Hugo e Alfred de Musset.
Suo figlio era lo scrittore Eugeniu Ștefănescu-Est (1881–1980).

## Opere
- Symphony in A Major (1869)
- Peste Dunăre (opera, 1880)
- Sânziana şi Pepelea (opera, 1880)
- National Overture (1882)
- Scaiul bărbaţilor (opera, 1885)
- Cometa (opera, 1900)
- Petra (opera, 1902)